# Erzsébeti TC
Az Erzsébeti TC egy megszűnt labdarúgócsapat, melynek székhelye Budapest XX. kerületében volt. A csapat egy alkalommal szerepelt az NB I-ben még az 1925-26-os idényben. 1973-ban a klub egyesült az EMTK csapatával.

## Híres játékosok
* a félkövérrel írt játékosok rendelkeznek felnőtt válogatottsággal.
- Kontha Károly
- Papp Lajos László

## Sikerek
NB I
- Résztvevő: 1925-26